# Nam Cát
Nam Cát là một xã thuộc huyện Nam Đàn, tỉnh Nghệ An, Việt Nam.
Xã Nam Cát có diện tích 6,93 km², dân số năm 1999 là 5753 người, mật độ dân số đạt 830 người/km².